# ناییم
ناییم (انگلیسی: Nayim؛ زادهٔ ۵ نوامبر ۱۹۶۶) بازیکن فوتبال اهل اسپانیا است.
از باشگاه‌هایی که در آن بازی کرده‌است می‌توان به باشگاه فوتبال رئال ساراگوسا، باشگاه فوتبال تاتنهام هاتسپر، باشگاه فوتبال بارسلونا بی، و باشگاه فوتبال بارسلونا اشاره کرد.
وی همچنین در تیم‌های ملی فوتبال زیر ۱۸ سال اسپانیا، زیر ۱۹ سال اسپانیا، زیر ۲۰ سال اسپانیا، و زیر ۲۱ سال اسپانیا بازی کرده‌است.